# جانی دی مارتزیو
جووانی «جانی» دی مارتزیو (ایتالیایی: Giovanni "Gianni" Di Marzio؛ زادهٔ ۸ ژانویهٔ ۱۹۴۰ – درگذشتهٔ ۲۲ ژانویهٔ ۲۰۲۲) سرمربی فوتبال اهل ایتالیا بود.

## زندگی شخصی
پسرِ دی مارتزیو، جانلوکا، خبرنگار و تحلیلگر فوتبال سرشناس است که برای اسکای ایتالیا کار می‌کند.

## مرگ
او در ۲۲ ژانویه ۲۰۲۲، در سن ۸۲ سالگی در پادووا درگذشت.